# Saint-Fabien-de-Panet
Saint-Fabien-de-Panet es un municipio parroquial canadiense situado en la provincia de Quebec.

## Superficie
Saint-Fabien-de-Panet tiene una superficie de 187,01 km².

## Demografía
En 2021, tenía 945 habitantes, una densidad poblacional de 5,1 hab./km², y 611 viviendas.